# Женитьба Терёшки
Женитьба Терёшки (бел. Жаніцьба Цярэшкі, Цярэшка) — старинная белорусская игра, проходившая ночью на святках. Первоначальной её функцией было поближе познакомить неженатую молодёжь, примерить на себя роль женатых людей. Суть обряда — сыграть шутливую свадьбу с имитацией свадебных обрядов, обилием народных песен, танцев («Бычок», «Берёзка», полька и др.) и шуток.
До начала XX века игра была обязательным атрибутом зимних святок, приурочивалась обычно к Коляде. Игра была популярна на севере Белоруссии. В некоторых упрощённых вариантах она сохранилась до XXI века. Сейчас это действо можно увидеть в некоторых районах Витебской и Минской областей Белоруссии.
Обряд был впервые возрожден в 1998 году в Глубоком благодаря усилиям Натальи Никифорович и ансамбля, который впоследствии стал известен как Народный театр фольклора «Цярэшка». В Глубокском районе обряд является популярным рождественским развлечением и проводится там ежегодно в предрождественский период.

## Описание игры
Перед началом игры в складчину готовится «свадебный» стол с выпивкой и закусками. Затем начинаются танцы, во время которых определяются первые пары. Часто бывает, что с какой девушкой парень танцевал, с той и «женит Терешку». Потом выбирают сватью — разбитную вдову, солдатку или девушку, которая побойчее. Она ставит играющих в два ряда, с одной стороны парней, с другой — девушек, и начинает сватовство. Игра сочетается с парным танцем (музыкальный размер 3/4 или 9/8). Сватья берёт одного из парней за руку, выходит с ним на средину и запевает особый куплет, подплясывая в такт напева:
Цярэшка валочыцца,

Бо жаніцца хочацца;

Ён туды-сюды зірнёць,

Дзе мілу сваю найдзёць.

Валочыцца, выглядае,

Хто к яму любось мае.
Скрипач при этом наигрывает подходящий мотив, а стоящие по сторонам хлопают в ладоши и в ответ девушки поют:
Цярэшка, Цярэшачка!

К маей хаці сцежачка

Бітая, таптаная;

Я ў мамкі каханая.
Пройдя раза три-четыре взад и вперёд, сватья выхватывает одну из девушек и вручает её парню. Сватья отходит в сторону, а эта пара начинает плясать под пение хора:
Цярешка хадзiў, блукаў, —

Ён жаны шукаў, шукаў,

Каб была пригожая,

Хоць куды дык гожая.

Узяў сабе дзевочку

Як тую пралесочку,

Тонкую, высокую,

Ліцом белаліцую.
Если сосватанный парень девушке не нравится — то она ловким движением увёртывается от него и убегает в ряд своих подруг. «Муж» старается её поймать, а девушки закрывают. При этом поют:
Цярэшку бяда стала:

З кім яго жана спала?

Пад дубам зялёненькім

З казаком малодзенькім.
Парень ни с чем отходит на своё место. Если же молодые люди чувствуют друг к другу симпатию или не желают обращать на себя внимания, то они отходят в сторону и становятся рядом, отдельно от тех, которые ещё не женились.
Тогда сватья снова выступает на сцену и таким же порядком, как выше описано, соединяет новую пару. И так до тех пор, пока всех не переженит. Все это пересыпается остротами, шутками, прибаутками как по адресу сватьи, когда она сделает неудачный выбор, так и по адресу «молодых», если есть к тому повод, особенно, если парень неловок и не сумеет удержать девушку. Шутки и колкости отпускают больше парни, девушки заняты пением.
В иных местностях не бывает сватьи, но присутствуют избранные «бацька з маткай» — обычно это хозяева хаты. И к ним, сидящим в красном углу, жених подводит невесту и произносит:
— Тата, мама, хачу жаніцца!

— Жаніся, сынок, жаніся, толькi цi ўмее твая дзеўка ткацi-працi, дзетак даглядацi?

(Ну, кто же будет свою невесту выставлять в плохом свете? Даже, если она толком ничего и не умеет делать).

— Умее.
Музыканты начинают играть «Лявониху». Все принимаются танцевать вокруг молодых. Родители в это время рассматривают будущую невесту. Так, как по правилам игры они против, — начинаются громкие и обстоятельные обсуждения. Мол, невеста не так хороша, да и умеет ли она готовить, ткать-прясть и шить.
В ответ невеста отвечает:

— Замуж выйсцi не напасць,

Абы замужам не прапасць.

Не ўмею нi працi, нi ткацi.

Толькi ўмею вашага сына цалавацi

Ды грошыкi лічыць.

Калi захочаце мяне навучыцi,

Усё навучуся рабіцi,

Толькi замуж мяне вазьміце.

На что следует ответ:

— Матрац не падушка,

Нявестка не дачушка.

Девушка тогда:

— Каморка не хатка,

Свякроўка не матка.

Парень, устав от взаимных «вежливостей», говорит:

— Дару зарплату тату,

Каб памог збудаваць хату,

А маме арэнбургскi пуховы платок,

Каб памагла гадаваць дачок.

Естественно, видя неисправимость сына, родители решали не мешать «детям».

— Жадаем вам мех золата i торбу медзi,

каб былi здаровыя як мядведзi.

Каб пад палком вадзілiся цяляткi,

А на палку — рабяткi.
Когда все желающие переженены, тогда с двух противоположных сторон выступают две поженившиеся пары и начинают плясать, а остальные поют:
Мая-ж ты жанулечка,

А я-ж твой мужулечка!

Мы-ж будзем на свеці жыць,

Мы-ж будзем дзяцей пладзіць;

Мы-ж будзем гарэлку піць,

Мы-ж будзем дзяцей жаніць и пр. …
В это время девушки снова ускользают от парней, a те их ловят, ищут. Когда так пропляшут все пары, та же процедура повторяется снова, только уже убегают парни, а девушки их ищут, причём и куплеты соответственно изменяются, вариантов которых довольно много и, в зависимости от местности варьируются на разные лады.
Натанцевавшись и наигравшись все приглашаются к столу. За столом молодёжь ведёт себя так, как обычно ведут на свадьбе — произносят тосты за молодых, кричат «Горько!», дарят символические подарки, поздравляют сватью и родителей. Молодые мужья соревнуются по «частаванню» своих жён не только вкусной едой, но и спиртным.
Расходятся поздно, далеко за полночь. Если какой-нибудь девушке выпадает возвращаться домой без знакомых и соседей, то новый «муж» обязан провести свою «жену».
Эта игра в женитьбу служит как бы прелюдией к предстоящему брачному сезону (с Зимнего свадебника до Масленицы), и многие пары впоследствии действительно соединяются брачными узами. В этой игре, по-видимому, отразились пережитки древних брачных отношений и обычаев, имевших, вероятно, связь с празднованием святок.
Игра подобная «Женитьбе Терёшки» записана в Мстиславльском уезде Могилёвской губернии под названием «Бахар».